# 四明镇
四明镇，是中华人民共和国江苏省盐城市射阳县下辖的一个乡镇级行政单位。

## 行政区划
四明镇下辖以下地区：
宏达社区、建中社区、四明社区、通洋港社区、曙光社区、新南村、李尖村、建港村、开明村、维新村、新港村、建华村、双六村、建东村、徐庄村、邵尖村、新塘村、六塘村、牡丹村、文明村、青龙村、塘合村和塘东村。